# Mimosema consociata
Mimosema consociata är en fjärilsart som beskrevs av William Schaus 1911. Mimosema consociata ingår i släktet Mimosema och familjen mätare. Inga underarter finns listade i Catalogue of Life.